# 村井志摩子
村井 志摩子（むらい しまこ、1928年〈昭和3年〉7月12日 - 2018年〈平成30年〉5月9日）は、日本の劇作家・演出家である。国内での活動よりも、むしろ国際的な活躍が目立つ。本名は葛井志摩子で、プロデューサー葛井欣士郎は夫。筆名は井村愛。

## 生涯
広島県広島市出身。広島県立広島第一高等女学校卒業。東京女子大学卒業。舞台芸術学院（第1期生）で土方与志に学び、卒業後、チェコに留学。カレル大学哲学部演劇科学科卒業。博士号取得。広島市の原爆ドーム世界遺産化推進委員（1994年 - 1996年）、日本チェコ協会理事などを務める。日本ペンクラブ会員。日本演出者協会会員。
代表作は「広島の女」。その他、劇作家の別役実、女優の楠侑子らと共に、かたつむりの会の公演に参加し、一貫して演出を担当していた。藤真利子らを育てている。
東京綜合写真専門学校の講師も務めていた。
2018年5月9日死去。89歳没。

## 著作
- 『村井志摩子戯曲集 プラハ三部作ほか』オフィスC&P、1980年。
- 『広島の女・八月六日』影書房、1992年。
- 『原爆ドーム、ヤン・レツル三部作 村井志摩子戯曲集』テアトロ、1997年。
- 『白のシリーズ 3部作他 戯曲集』カモミール社、2002年。
- Sunflowers - Le Soleil. 大猿ブックス. (2010年) ISBN 978-0-9559219-3-3

### 翻訳
- 『線路の上にいる猫 現代チェコ戯曲集』訳編 思潮社 1969 （ヨゼフ・トポル、ヴァーツラフ・ハヴェル、ミラン・クンデラらの作品を日本で初めて翻訳）

## 受賞歴
- 1968年：紀伊國屋演劇賞（チェコ戯曲翻訳・演出）
- 1985年：文化庁芸術祭賞（「広島の女・三部作」公演）
- 1986年：マウイ平和賞（「広島の女」英訳劇）
- 1988年：エディンバラ・フリンジ・ファースト賞（「広島の女」英訳劇）
- 1997年：谷本清平和賞

## 註
1. 1 2  “劇作家、演出家の村井志摩子さん死去 「広島の女」シリーズなど”. サンケイスポーツ (2018年5月9日). 2018年5月9日閲覧。
2. ↑  『広島県風土記』旺文社、1986年、536頁